# 随原村
随原村（ずいはらむら）はかつて岐阜県本巣郡に存在した村である。現在の本巣市随原などに該当する。

## 歴史
- 江戸時代、大野郡随原村であった。
- 1889年（明治22年）7月1日 - 町村制により随原村発足。同時に大野郡から本巣郡に移る。
- 1897年（明治30年）4月1日 - 有里村・石神村・数屋村・上高屋村・長屋村・見延村と合併し、一色村が発足。同日随原村廃止。